# Ipomoea furcyensis
Ipomoea furcyensis är en vindeväxtart som beskrevs av Ignatz Urban. Ipomoea furcyensis ingår i släktet praktvindor, och familjen vindeväxter. Inga underarter finns listade i Catalogue of Life.